# صالة بكين للرماية
صالة بكين للرماية في بكين أنشأت خصيصا لأجل أولمبياد بكين 2008 وهي أول المبان العمرانية جهوزا للأولمبياد وتقام فيه لعبة الرماية بالبندقية والرماية بالمسدس وتبلغ مساحته الإجمالية 45645 متر مربع ويحتوي 2300 مقعد ثابت و 6700 مقعد متحرك، بدأ الإنشاء فيه يوليو 2004 وانتهت الأعمال في يوليو 2007.
1. ↑  مذكور في: جيونيمز. الوصول: 6 أبريل 2015. لغة العمل أو لغة الاسم: الإنجليزية. تاريخ النشر: 2005.